# Enquêteur de droit privé
 (décembre 2023).
- Si vous ne connaissez pas le sujet, laissez ce bandeau (vous pouvez alors contacter les auteurs).
- Si vous supprimez le contenu mis en cause (vous pouvez préalablement contacter les auteurs),

argumentez précisément cette suppression dans la page de discussion
(un manque de référence n'est pas un argument ; une recherche réelle de référence doit avoir été effectuée, être formellement documentée).
 (décembre 2023).
Un enquêteur de droit privé est une personne ayant un statut de droit privé (ce qui exclut les fonctionnaires et les militaires tels que police, gendarmerie, les agents d'enquêtes municipaux qui appartiennent à la fonction publique territoriale, etc.) et qui procède à des investigations.
La définition d'enquêteur de droit privé est donc très large et peut regrouper diverses activités et professions privées, administratives, sociales et judiciaires telles que :
- le commissaire-enquêteur (qui exerce une profession libérale, et qui est désigné soit par les Préfets, soit par les juridictions administratives pour effectuer des enquêtes publiques)
- l'enquêteur de personnalité (qui est également une profession libérale, il est commis selon le cas par un juge, ou le procureur pour effectuer des investigations sur la « personnalité » d'un prévenu dans le cadre du code de procédure pénale);
- l'enquêteur social : également profession libérale, il intervient à la demande du juge civil pour effectuer une enquête sociale sur une famille, un enfant (notamment, par exemple, dans le cadre des procédures de divorce)
- détectives privés, enquêteurs privés, enquêteurs d'assurances
- le professionnel qualifié (souvent des avocats) désigné par le juge aux affaires familiales pour enquêter sur le patrimoine et les comptes bancaires d'un couple en instance de divorce, etc.
- les agents d'enquêtes des organismes de sécurité sociale sont, également, des enquêteurs de droit privé, salariés des caisses concernées et assermentés. Les caisses de sécurité sociale sont des organismes privés, chargés d'une mission de service public, leurs enquêteurs sont donc des enquêteurs de droit privé.

Si cette appellation pour les détectives et enquêteurs privés a été adoptée, en France en 1997, par une organisation professionnelle, dénommée Union Fédérale des Enquêteurs de droit privé, qui souhaitait se démarquer du mythe préjudiciable aux activités de la profession de détective privé, elle ne concerne pas cette seule activité et de nombreux enquêteurs de droit privé n'ont rien à voir avec les détectives et enquêteurs privés (cf. supra) qui ne peuvent, en aucun cas, monopoliser cette qualité.
Ce terme correspond, étymologiquement, à diverses activités publiques, judiciaires ou privées notamment celles décrites plus haut ainsi qu'au statut social du professionnel qui est, et reste, une personne de droit privé, même s'il est désigné par l'autorité publique (commissaires enquêteurs) ou judiciaires (professionnel qualifié, enquêteur de personnalité, enquêteur social, etc.).
En France, la profession d’enquêteur de droit privé est encadrée par le livre VI du Code de la sécurité intérieure, qui précise notamment les conditions d’agrément, de moralité, et de formation requises pour exercer légalement. Depuis la loi n° 2003-239 du 18 mars 2003, ces professionnels doivent être titulaires d’un certificat de qualification professionnelle (CQP) ou d’un titre reconnu par l’État.
Cette réglementation vise à professionnaliser le secteur et à garantir le respect de la vie privée dans le cadre des investigations. Les enquêteurs doivent également respecter le Code de déontologie applicable aux personnes exerçant des activités privées de sécurité, introduit par le décret n° 2012-870 du 10 juillet 2012 .

## Origine
Le mot enquêteur existe depuis le XIIe siècle (en vieux français enquêteur) et désignait, à l'époque, des commissaires du Roi chargé de surveiller l'administration des baillis et des sénéchaux.

## Utilisation récente du terme par l'activité des enquêteurs privés
L'utilisation du terme « droit privé », par les détectives et enquêteurs privés, est récente, car il permet de préciser à la fois le domaine d'intervention de l'enquêteur dans le cadre des procédures civiles et commerciales, et, d'autre part, de rappeler le statut social et juridique de droit privé de ce même enquêteur, par opposition aux enquêteurs de droit public que sont les fonctionnaires de la Police Nationale et les Militaires de la Gendarmerie Nationale.
Il permet de répondre - pour cette activité - à une obligation légale fixée par l'article 21 de la loi du 12 juillet 1983 règlementant cette activité qui impose de mentionner, dans la dénomination, le caractère de droit privé de l'entreprise.
L'utilisation de cette appellation, par cette activité professionnelle, ne constitue pour autant aucun monopole en sa faveur même si, depuis quelques années, cette appellation gagne du terrain (y compris dans les administrations publiques) et que l'on commence à remarquer, dans les annuaires téléphoniques, cette dénomination nouvelle à la rubrique « détective ».
Dans un courrier à un parlementaire, du 21 août 2000, alors qu'il était Ministre (Français) de l'Intérieur (groupe politique : Socialiste) Monsieur Jean-Pierre Chevènement reprend à son compte cette appellation pour désigner les détectives et enquêteurs privés.
Les « détectives » et « enquêteurs privés », réglementés par une loi du 18 mars 2003, ne disposent, en France, d'aucune dénomination officielle obligatoire, ni d'aucun titre protégé. Les textes législatifs ou réglementaires les désignent, notamment, sous les dénominations de « agent privé de recherches » et encore « agent de recherches privées » ou « agence de recherches privées », mais aussi « agent privé de recherches et de renseignements », « enquête privée », « agence privée de recherches », etc.
Diverses organisations professionnelles françaises reprendront, à leur tour, l'appellation « enquêteur de droit privé ». Notamment, pour le compte des organismes qu'elle représentait, la C.N.D.E.P. remettait un rapport, en 1999 à la délégation Interministérielle aux professions libérales pour protéger le titre « enquêteur de droit privé ».
Cette appellation est donc l'une de celles, avec notamment les titres d'Agent de Recherches privées ou d'enquêteur privé, qui sont utilisées pour se démarquer des feuilletons télévisés, des romans noirs et du cinéma policier qui ne font qu'entraîner une confusion sur le rôle civil et privé de la profession.
On voit maintenant que la quasi-unanimité de la profession, sauf peut être quelques groupuscules très minoritaires, est favorable à cette appellation nouvelle « enquêteur de droit privé ».